# Wojny-Krupy
Wojny-Krupy – wieś w Polsce położona w województwie podlaskim, w powiecie wysokomazowieckim, w gminie Szepietowo.
W latach 1975–1998 miejscowość administracyjnie należała do województwa łomżyńskiego.

## Historia
W roku 1203 wzmiankowane Wojnowo cum villis attinentiis jako osada należąca do kościoła w Zuzeli.
Założyciele wsi byli najprawdopodobniej potomkami Wojnów herbu Trąby (inne źródła Ślepowron), przybyłych z ziemi zakroczymskiej. Krupy to najpewniej pierwsza osada okolicy szlacheckiej Wojny, występująca w dawnych źródłach jako Wojny Stare. Miejscowi Wojnowie legitymowali się herbami: Grzymała II, Trąby oraz Pierzchała.
Książę mazowiecki Bolesław w roku 1435 nadaje Adamowi de Wojny 10 łanów chełmińskich nad Brokiem Małym, przy granicy Przeździeckiego.
W roku 1455 w aktach sądowych ziemi bielskiej wymienione są:
- Wojny-Króle
- Wojny-Bakałarze
- Wojny-Krupy
- Wojny-Piotrowce
- Wojny-Izdebnik
- Wojny-Dąbrówka, współcześnie Dąbrówka Kościelna
- Wojny-Piecki
- Wojny-Pogorzel
- Wojny-Wawrzyńce.

W 1557 r. podatek poborowy od 3 włók, sam od siebie i od innych Woynów, zapłacił Wawrzyniec Woyno.
W roku 1827 miejscowość liczyła 10 domów i 66 mieszkańców. Pod koniec wieku XIX wieś w powiecie mazowieckim, gmina Klukowo, parafia Kuczyn.
W 1921 r., w Gminie Klukowo wyszczególniono:
- wieś Wojny-Krupy. Było tu 8 budynków z przeznaczeniem mieszkalnym oraz 47 mieszkańców (25 mężczyzn i 22 kobiety). Narodowość polską podały 43 osoby, a białoruską 4
- folwark Wojny-Krupy, gdzie naliczono 2 budynki z przeznaczeniem mieszkalnym oraz 35 mieszkańców (18 mężczyzn i 17 kobiet). Narodowość polską podało 28 osób, a białoruską 7[10].

W 1944 r. folwark został rozparcelowany.
Staraniem mieszkańców, na siedlisku byłego właściciela folwarku, wybudowano kościół, który został poświęcony w 1963 r. Samodzielną parafię utworzono tu w roku 1973.
Od 25 września 1954 r. do 31 grudnia 1959 r. miejscowość wchodziła w skład Gromady Wojny-Krupy a po zniesieniu jej została włączona do Gromady Dąbrówka Kościelna w której była do 1 stycznia 1973 r.

### Szkoła

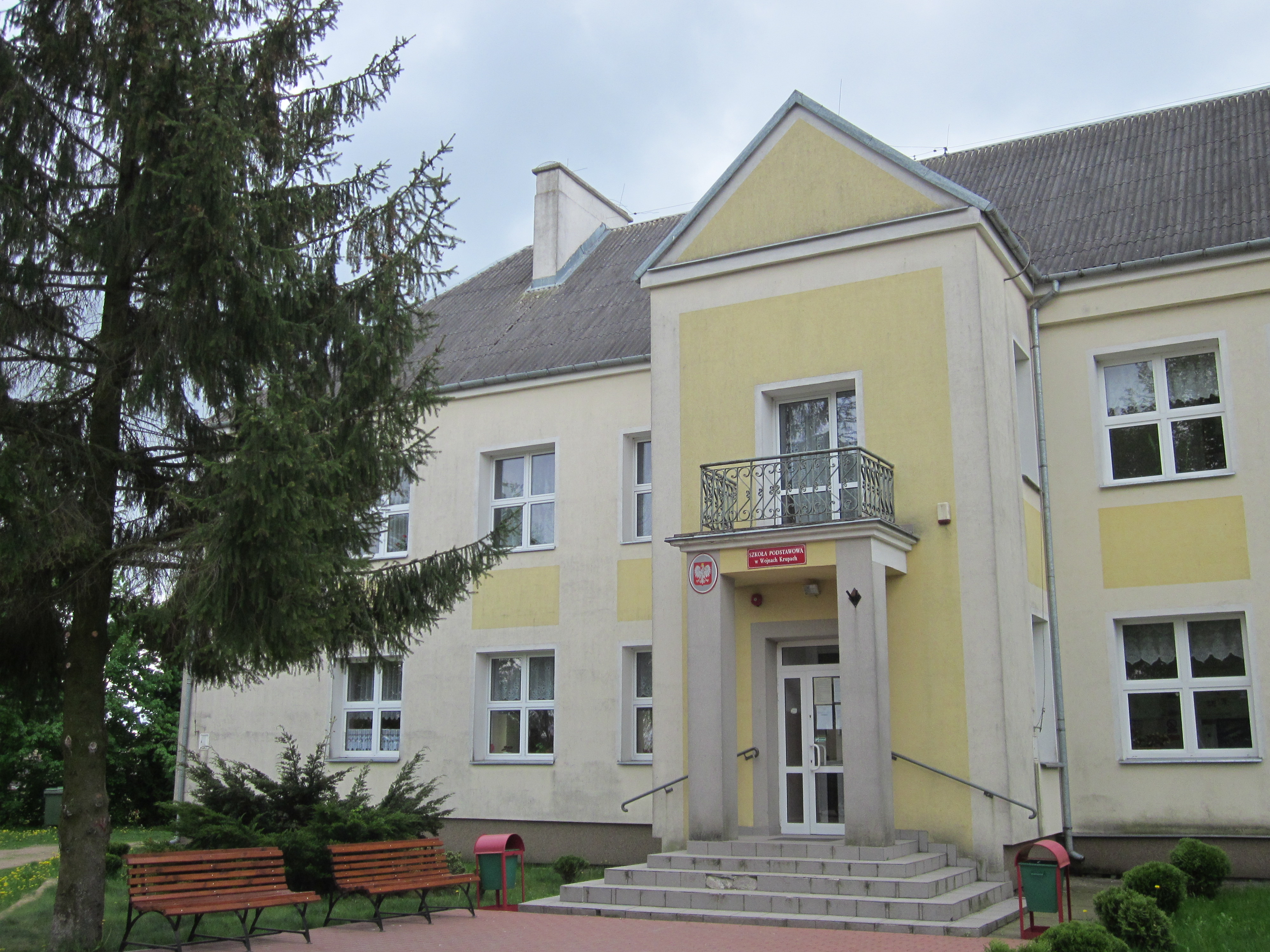
Szkoła Podstawowa

W 1922 roku 2. klasowa szkoła powszechna liczyła 105. uczniów, w 1923 – 112., w 1924 – 109. Od 1925 szkoła 3. klasowa, liczyła 114 uczniów, w 1929 – 120., 1930 – 121.
Nauczyciele: 1929 - J. Stopińska, B. Stopiński, 1930 - doszedł J. Kulesza, 1934 – J. Stopińska odeszła, a przybyli Maria i Wacław Polkowscy, 1935 – A. Kostro, M. Polkowska, 1938 – S. Gern, 1939 – sześć oddziałów i trzech nauczycieli, 1941 – M. Gern, A. Kostro, Cz. Wiśniewski.

## Parafia

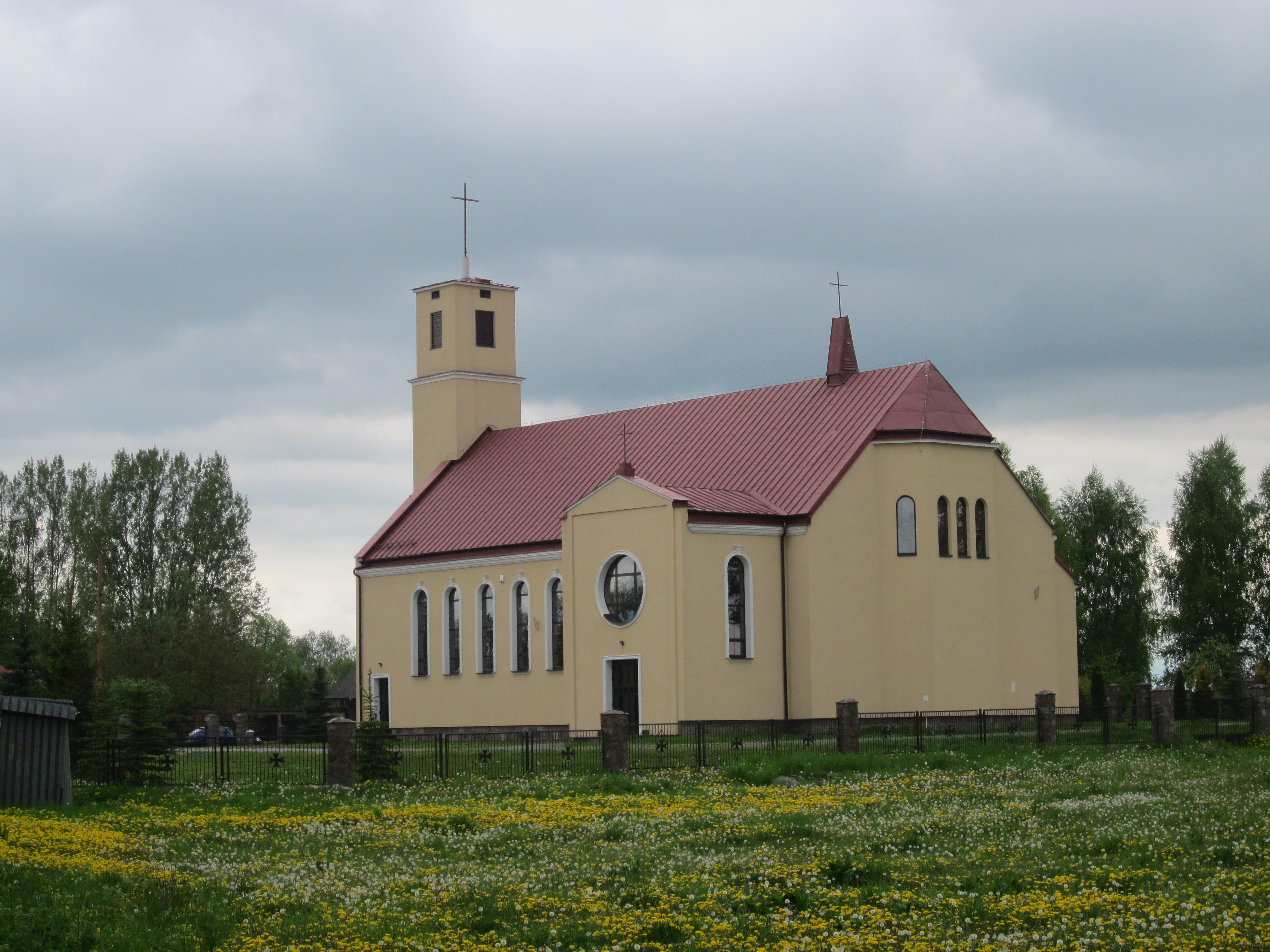
Kościół parafialny

Parafia NMP Królowej Świata w Wojnach-Krupach należy do metropolii białostockiej, diecezji łomżyńskiej, dekanatu Szepietowo. W pobliżu kościoła znajduje się cmentarz parafialny. Obecnie istnieje możliwość skorzystania z wyszukiwarki osób zmarłych, pochowanych na cmentarzu.

## Współcześnie
Wieś typowo rolnicza. Produkcja roślinna podporządkowana hodowli krów i produkcji mleka.